# Wieden, Lörrach
Wieden là một đô thị trong huyện Lörrach bang Baden-Württemberg thuộc nước Đức. Đô thị Wieden, Lörrach có diện tích 12,25 km², dân số là 583 người (thời điểm 31 tháng 12 năm 2006).